# Mahatma Gandhi
Mahatma Gandhi (2 tháng 10 năm 1869 – 30 tháng 1 năm 1948), tên khai sinh là Mohandas Karamchand Gandhi (Devanagari: मोहनदास करमचन्द गांधी; Gujarati: મોહનદાસ કરમચંદ ગાંધી), là một vị anh hùng dân tộc Ấn Độ, người chỉ đạo cuộc kháng chiến chống chế độ thực dân của Đế quốc Anh và giành độc lập cho Ấn Độ với sự ủng hộ của hàng triệu người dân. Trong suốt cuộc đời, ông phản đối tất cả các hình thức khủng bố bạo lực và thay vào đó chỉ áp dụng những tiêu chuẩn đạo đức tối cao. Nguyên lý bất bạo lực (còn gọi là bất hại) được ông đề xướng với tên Satyagraha đã ảnh hưởng đến các phong trào đấu tranh bất bạo động trong và ngoài nước cho đến ngày nay, bao gồm phong trào Dân quyền Hoa Kỳ được dẫn đầu bởi Martin Luther King, Jr.
Từ lúc lãnh đạo cuộc đấu tranh giành tự do và đứng đầu đảng Quốc dân Đại hội Ấn Độ (Indian National Congress) năm 1918, ông được hàng triệu dân Ấn Độ gọi một cách tôn kính là Mahatma, nghĩa là "Linh hồn vĩ đại". Danh hiệu có gốc tiếng Phạn này được triết gia và người đoạt giải Nobel Văn học Rabindranath Tagore dùng lần đầu khi đón chào Gandhi tại Mumbai (hay Bombay) ngày 9 tháng 1 năm 1915. Mặc dù Gandhi không hài lòng với những cách gọi như thế này nhưng đến ngày nay, danh hiệu Mahatma vẫn thường được dùng hơn tên chính thức của ông trên thế giới. Ngoài việc được xem là một trong những môn đồ Ấn Độ giáo và những nhà lãnh đạo Ấn Độ vĩ đại nhất, ông còn được nhiều người Ấn tôn kính như một Quốc phụ (gọi theo tiếng Hindi là "Bapu", nghĩa là "cha"). Ngày sinh của ông, 2 tháng 10, là ngày lễ quốc gia của Ấn Độ. Năm 2007, Liên Hợp Quốc ra nghị quyết lấy ngày 2 tháng 10 là Ngày Quốc tế Bất Bạo động."
Bằng phương diện bất hợp tác, Gandhi đã dẫn khởi nền độc lập Ấn Độ, đưa nước mình thoát khỏi sự đô hộ của Anh, khích lệ những người dân bị đô hộ khác phấn đấu cho nền độc lập của nước nhà và đả đảo triệt để Đế quốc Anh. Nguyên lý Chấp trì chân lý của Gandhi (có gốc tiếng Phạn: satya là "chân lý" và ā-graha là "nắm lấy", "nắm chặt"), cũng thường được dịch là "con đường chân thật", "truy tầm chân lý", đã cảm kích những người chủ trương hành động giành tự do như Đạt-lại Lạt-ma Đăng-châu Gia-mục-thố (Tenzin Gyatso), Lech Wałęsa, Stephen Biko, Aung San Suu Kyi và Nelson Mandela. Tuy nhiên, không phải tất cả những nhà lãnh đạo nêu trên đều theo nguyên tắc bất bạo lực và bất kháng cự khắt khe của Gandhi.
Gandhi thường nói là nguyên tắc của ông đơn giản, lấy từ niềm tin truyền thống của Ấn Độ giáo: Chân lý (satya) và bất bạo lực (ahiṃsā). Chính ông nói rằng: "Tôi chẳng có gì mới mẻ để dạy đời. Chân lý và bất bạo lực đều có từ xưa nay".

## Thời niên thiếu

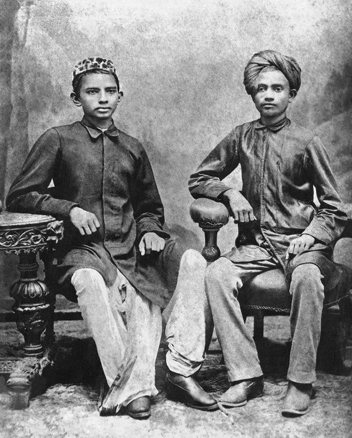
Gandhi, bên trái, năm 13 tuổi

Mohandas Karamchand Gandhi sinh trong một gia đình Ấn Độ giáo thuộc cộng đồng Modh (một nhóm thương gia ở Gujarat), tại Porbandar, bang Gujarat, Ấn Độ vào năm 1869. Ông là con của Karamchand Gandhi, một người giữ chức "diwan" (có thể gọi là "Tổng bộ trưởng") của Porbandar, và bà Putlibai, người vợ thứ tư của Karamchand, theo Ấn Độ giáo phái thờ thần Tì-thấp-nô (sa. vaiṣṇava). Nữ thủ tướng Ấn Độ sau này, Indira Gandhi, và con trai của bà, Rajiv Gandhi, không có họ hàng với Gandhi.
Lớn lên với một bà mẹ sùng tín Tì-thấp-nô trong một môi trường được ảnh hưởng bởi những người theo Kì-na giáo tại Gujarat, Gandhi sớm cảm nhận nguyên tắc bất hại, ăn chay, phương pháp nhịn ăn để thanh lọc tâm thức cũng như sự khoan dung lẫn nhau của các tín đồ và tông phái. Ông sinh ra trong giai cấp thứ ba của xã hội Ấn là Phệ-xá (sa. vaiśya, giai cấp thương gia). Tháng 5 năm 1882, vào tuổi 13, ông cưới cô Kasturba Makharji, 14 tuổi, qua một sự mai mối. Hai ông bà sau có bốn con trai: Harilal Gandhi, sinh năm 1888; Manilal Gandhi, sinh năm 1892; Ramdas Gandhi; sinh năm 1897 và Devdas Gandhi, sinh năm 1900.
Gandhi là một sinh viên trung bình tại Porbandar và sau đó là tại Rajkot. Ông đậu khoá thi vào Đại học Mumbai năm 1887 với số điểm vừa đủ, và vào học viện Samaldas tại Bhavnagar. Tuy nhiên, ông không lưu ở đây lâu vì gia đình muốn ông trở thành luật sư để giữ truyền thống nắm quyền cao tại Gujarat. Không cảm thấy thú vị tại học viện Samaldas, Gandhi liền nắm thời cơ du học nước Anh, một nước được ông xem là "quốc gia của những triết gia và thi nhân, trung tâm đích thực của nền văn minh".

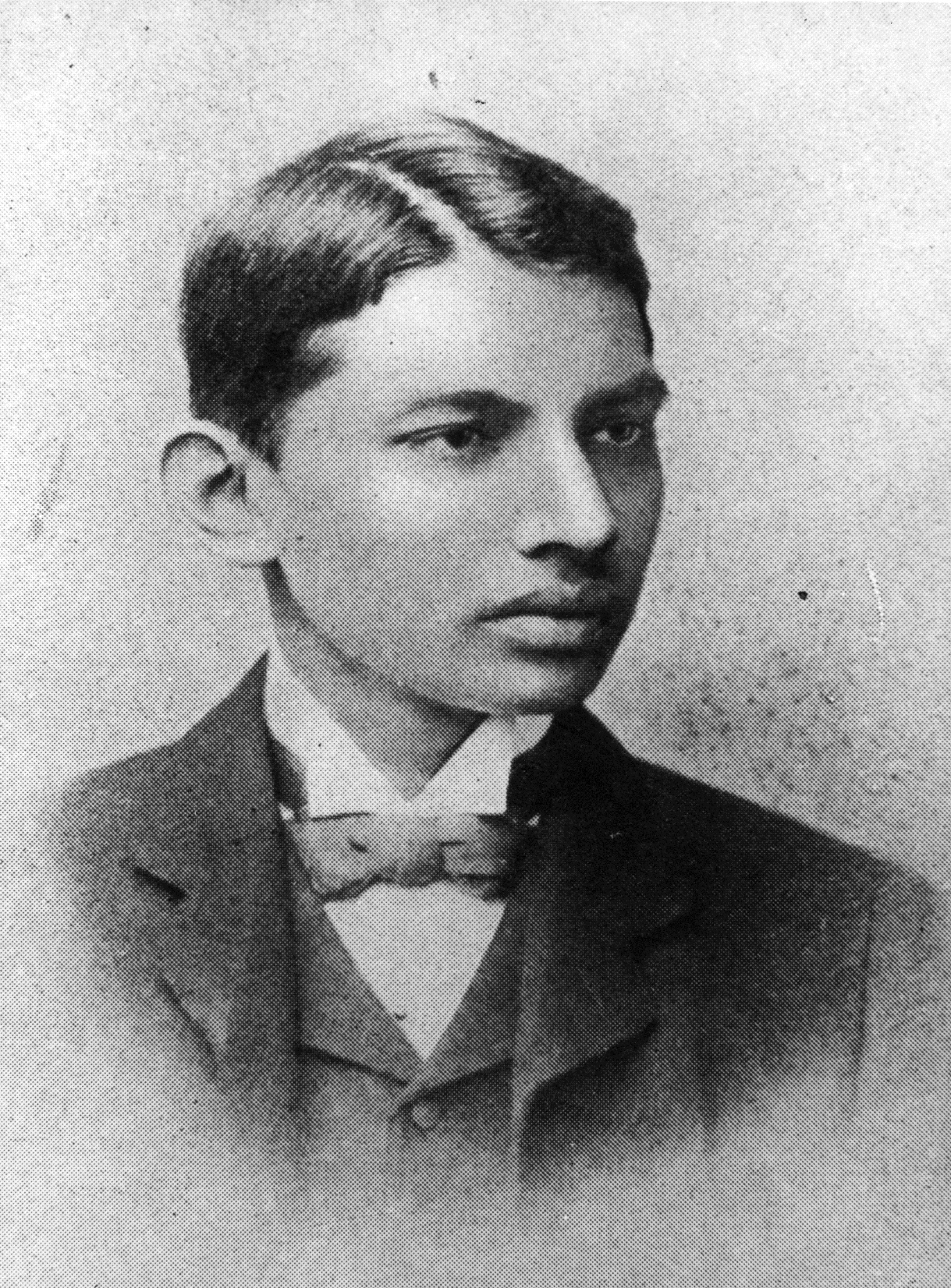
Gandhi khi còn là sinh viên ở Luân Đôn.

Vào tuổi 19, Gandhi vào Đại học College Luân Đôn (một trường thuộc Đại học Luân Đôn) học ngành luật. Trong thời gian tại Luân Đôn, thủ đô của đế quốc, ông chịu ảnh hưởng của lời nguyện với bà mẹ trước mặt một vị tăng Kì-na giáo là Becharji, đó là giữ giới luật Ấn Độ giáo không ăn thịt và uống rượu sau khi rời Ấn Độ. Mặc dù đã thử bắt chước văn minh người Anh, ví dụ như học nhảy, nhưng Gandhi không ăn được thịt cừu và cải bắp bà chủ nhà trọ nấu cho mình. Bà chỉ ông đến một trong những tiệm chay hiếm hoi tại Luân Đôn thời đó. Nhưng thay vì đơn thuần làm toại nguyện bà mẹ, ông đọc sách và đổi sang ăn chay ngay trên phương diện tri thức. Ông vào "Hội người ăn chay", được cử làm uỷ viên ban chấp hành và lập ra một nhánh địa phương của nó. Về sau, ông cho rằng công việc này đã giúp ông thu thập những kinh nghiệm giá trị trong việc quản lý và duy trì một tổ chức. Một số người ăn chay ông đã gặp là thành viên của hiệp hội Thần Trí học (hoặc Thông Thiên học), được bà Helena Petrovna Blavatsky thành lập vào năm 1875 để hỗ trợ tình người năm châu. Những nhà Thần Trí học này chuyên tâm nghiên cứu kinh điển Phật giáo và Ấn Độ giáo. Họ khuyến khích Gandhi đọc Chí Tôn ca. Mặc dù từ trước đây không tỏ vẻ hứng thú về tôn giáo, ông bắt đầu đọc những tác phẩm nói về Ấn Độ giáo, Kitô giáo, Phật giáo và các tôn giáo khác.
Ông trở về Ấn Độ sau khi được phép làm luật sư vào tháng 6 năm 1891, và khi trở về ông mới biết mẹ mình đã qua đời, và gia đình đã giấu kín chuyện này. Thành tựu của ông trong việc mở văn phòng luật sư tại Mumbai chỉ hạn chế vì thời đó có rất nhiều người làm nghề này và Gandhi không phải là một luật sư năng nổ tại pháp tòa. Ông nộp đơn xin dạy bán thời gian tại trường trung học Mumbai, nhưng bị từ chối. Cuối cùng, ông trở về Rajkot sống một cuộc sống khiêm tốn bằng cách soạn lời thỉnh nguyện cho những người tố tụng, nhưng rồi cũng phải đình chỉ công việc này vì xung đột với một quan viên người Anh. Trong tự truyện của mình, Gandhi miêu tả sự kiện này như một sự cố gắng du thuyết không kết quả vì lợi ích của người anh trai. Dưới bầu không khí này (1893), ông chấp nhận một hợp đồng lâu dài của một công ty Ấn Độ, nhậm chức tại Natal, Nam Phi.

## Phong trào vận động quyền công dân tại Nam Phi

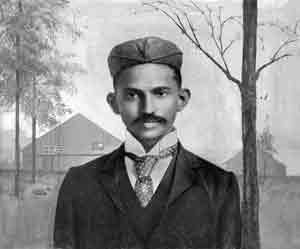
Gandhi tại Cộng hòa Nam Phi năm 1895

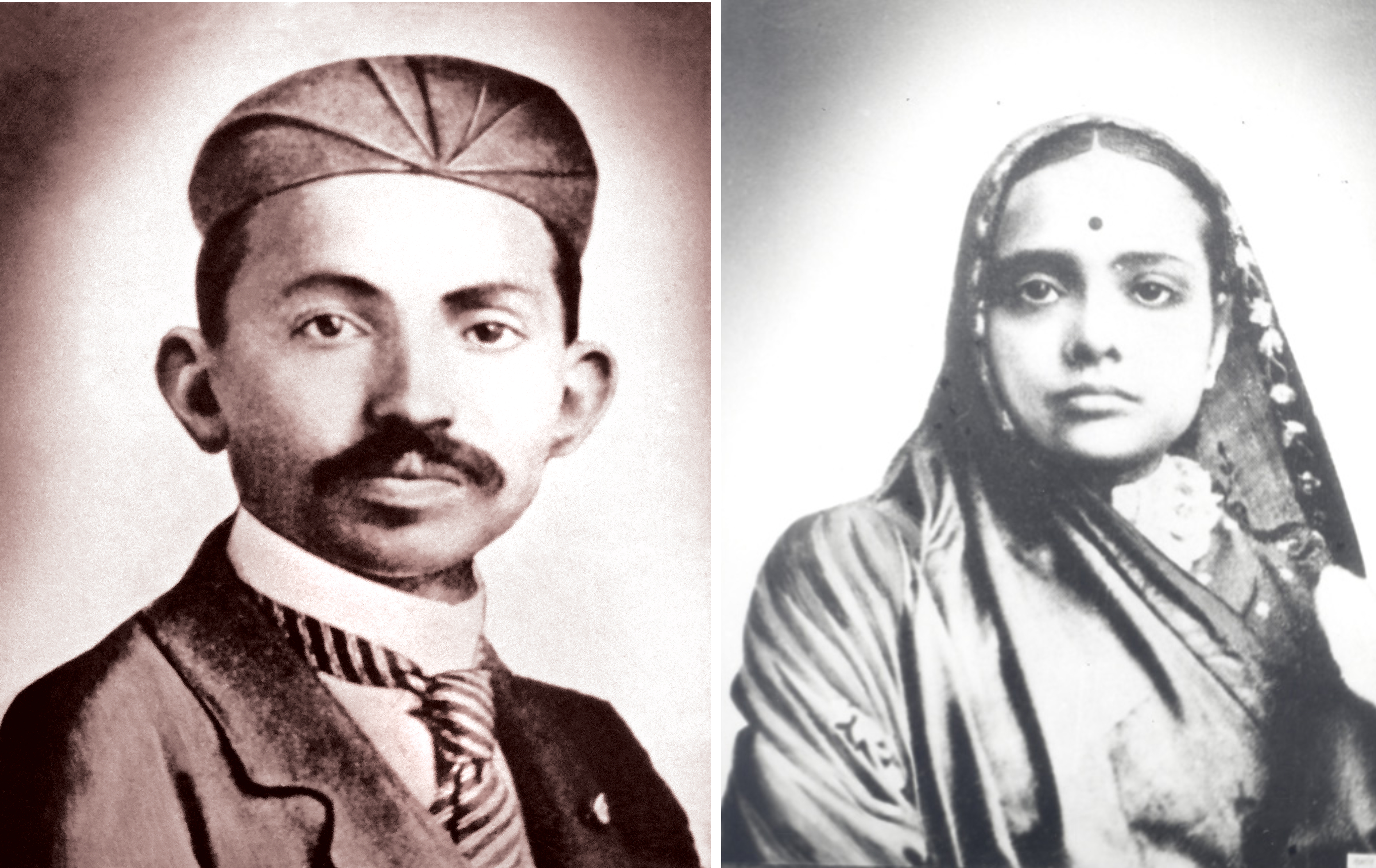
Gandhi và vợ, Kasturba, năm 1902

Vào thời điểm này, Gandhi là một người trầm tính, khiêm cung không chú tâm về chính trị. Ông đọc báo lần đầu tiên năm lên 18 và thường run sợ khi bước ra tòa thuyết trình. Nam Phi đã biến đổi ông một cách sâu sắc khi ông chứng kiến sự hạ nhục và đàn áp mà cộng đồng Ấn Độ thường phải chịu đựng nơi đây. Vào một ngày, khi quan tòa thành phố Durban yêu cầu Gandhi gỡ khăn xếp (turban) trên đầu, ông từ chối và hùng hồn bước ra khỏi tòa. Một bước ngoặt trong cuộc đời thường được các truyện ký thừa nhận - có thể xem là chất xúc tác cho chủ nghĩa hành động của ông - xảy ra ít lâu sau, khi ông bắt đầu một cuộc hành trình đến Pretoria. Ông bị vất ra khỏi xe lửa tại Pietermaritzburg sau khi từ chối chuyển từ toa xe hạng nhất đến toa hạng ba, vốn thường được những người da màu sử dụng mặc dù đã mua vé hạng nhất. Không lâu sau, trong cuộc hành trình bằng xe ngựa, ông bị người lái xe đánh vì từ khước nhường chỗ cho một du khách châu Âu. Ông cũng kham chịu nhiều khổ đau khác như bị loại ra nhiều khách sạn vì chỉ màu da của mình. Kinh nghiệm này khiến Gandhi quan sát kĩ hơn những thống khổ người đồng hương phải chịu đựng tại Nam Phi trong thời gian ông làm việc tại Pretoria. Chính trong thời gian tại Nam Phi, qua sự chứng kiến tận mắt chế độ kì thị chủng tộc, thành kiến và bất công, Gandhi bắt đầu thám vấn địa vị trong xã hội của những người đồng hương và của chính mình.
Khi hợp đồng làm việc chấm dứt, Gandhi thu xếp trở về Ấn Độ. Tuy nhiên, trong buổi tiệc tiễn đưa tại Durban, ông tình cờ đọc một bài báo nói về một dự thảo pháp luật được Hội đồng lập pháp Natal đề nghị nhằm loại bỏ quyền bầu cử của người di dân Ấn Độ. Khi đưa việc này ra thảo luận với những người đồng hương, họ than không đủ kiến thức để phản đối dự thảo và khẩn khoản yêu cầu Gandhi ở lại giúp họ. Ông phổ biến một số kiến nghị đến cả hai, Viện Lập Pháp Natal và chính quyền Anh để phản đối dự thảo. Mặc dù không ngăn được việc dự thảo này được duyệt, cuộc đấu tranh của ông đã thành công trong việc soi rọi những điểm bất bình của người Ấn tại Nam Phi. Những người hỗ trợ thuyết phục ông lưu lại Durban để tiếp tục đấu tranh chống sự bất công được áp dụng đối với người Ấn tại đây. Ông lập Hội nghị Ấn Độ tại Natal năm 1894 và chính mình giữ vai bí thư. Qua tổ chức này, ông đã chuyển hóa cộng đồng người Ấn tại Nam Phi thành một lực lượng chính trị hỗn tạp, làm tràn ngập chính quyền cũng như báo chí với những lời trần thuật về sự bất mãn của người Ấn và những bằng chứng của sự kì thị nơi người Anh tại Nam Phi.
Năm 1896, Gandhi trở về Ấn Độ với mục đích mang vợ con sang Nam Phi. Năm 1897, khi trở lại Nam Phi, ông bị một nhóm bạo lực da trắng tấn công và tìm cách sát hại bằng tư hình. Như một dấu hiệu đầu tiên của thước đo nội tâm ảnh hưởng đến những cuộc đấu tranh sau này, Gandhi khước từ việc tố cáo bất cứ cá nhân nào của nhóm bạo lực, nói rằng việc không tìm sự bồi thường tại tòa án dựa trên cơ sở lỗi lầm cá nhân là một trong những nguyên tắc chính của ông.
Khi Chiến tranh Nam Phi bắt đầu, Gandhi chủ trương là người Ấn phải hỗ trợ chiến tranh để hợp pháp hóa yêu cầu trở thành công dân chính thức. Ông tổ chức một nhóm tình nguyện cứu thương gồm 300 người Ấn Độ và 800 người làm mướn. Tuy nhiên, sau khi chiến tranh kết thúc, tình trạng của người Ấn tại Nam Phi không khả quan hơn, vẫn tiếp tục sa đoạ. Năm 1906, chính quyền Transvaal công bố một pháp án mới, bắt người Ấn Độ của thuộc địa phải ký chứng. Tại một cuộc biểu tình lớn được tổ chức tại Johannesburg vào tháng 9 ngay trong năm đó, Gandhi lần đầu áp dụng nguyên tắc Chấp trì chân lý và đấu tranh bất bạo lực, khuyên các người đồng hương phản bác luật mới và chịu đựng hình phạt để thực hiện việc này thay vì phản kháng bằng phương tiện bạo lực. Dự án này được áp dụng, dẫn đến một cuộc tranh đấu kéo dài 7 năm với hơn 7000 người Ấn bị bắt giam (trong đó có Gandhi, bị bắt bỏ tù nhiều lần), đánh đập, thậm chí bị bắn vì đình công, từ chối không ký chứng, đốt giấy ký chứng hoặc tham gia những cuộc kháng cự bất bạo động khác. Mặc dù chính quyền thành công trong việc đàn áp những người Ấn phản đối, tiếng thét gào của công chúng trước những phương pháp tàn bạo được áp dụng bởi chính quyền Nam Phi cho những người phản đối yên lặng hòa bình này cuối cùng đã bắt buộc tướng Jan Christian Smuts luận bàn một phương án thoả hiệp với Gandhi.
Trong những năm sống tại Nam Phi, Gandhi đã lấy cảm hứng từ quyển Chí Tôn ca cũng như những tác phẩm của Lev Nikolayevich Tolstoy (đặc biệt là quyển "Thiên đường nằm trong Bạn"), người đã trải qua một sự chuyển biến tôn giáo sâu sắc với niềm tin vào một dạng "chủ nghĩa vô chính phủ" của Kitô giáo. Gandhi dịch bài "Thư gửi đến một môn đồ Ấn Độ giáo" (A Letter to a Hindu) của Tolstoi, được viết vào năm 1908 để phản ứng những đồng hương Ấn Độ theo chủ nghĩa dân tộc một cách hung bạo. Hai người viết thư cho nhau cho đến khi Tolstoi mất vào năm 1910. Bức thư của Tolstoi dùng triết học Ấn Độ có nguồn từ các Phệ-đà và những lời khuyên của Hắc thiên để hướng đến phong trào chủ nghĩa dân tộc Ấn Độ đang tiến triển. Gandhi cũng bị ảnh hưởng lớn qua tiểu luận nổi danh của Henry David Thoreau là "Sự không phục tòng của công chúng". Những năm lưu trú tại Nam Phi với tư cách một người chủ trương hành động chuyên về xã hội chính trị chính là thời kì những khái niệm và kĩ thuật của phương pháp bất hợp tác và phản đối bất bạo lực được phát triển. Khi Chiến tranh thế giới thứ nhất bắt đầu, ông quyết định trở về Ấn Độ, mang theo tất cả những gì ông đã học được từ những kinh nghiệm tại Nam Phi.

## Phong trào đấu tranh giành độc lập Ấn Độ
Như đã thực hiện trong cuộc chiến Nam Phi, Gandhi khuyến khích việc ủng hộ người Anh trong cuộc chiến (Chiến tranh thế giới thứ nhất) và chủ động khích lệ người Ấn tham gia quân đội. Khác với quan niệm của nhiều người khác, cách biện luận duy lý của ông cho trường hợp này là quyền công dân đầy đủ, tự do và quyền lợi trong Đế quốc Anh, và như vậy thì việc giúp nó phòng vệ không có gì sai. Ông thuyết trình trước Quốc dân Đại hội Ấn Độ, nhưng phần lớn là chính ông được hướng dẫn vào những chủ đề Ấn Độ, chính trị và công chúng Ấn qua Gopal Krishna Gokhale, nhà lãnh đạo được tôn trọng nhất của đảng Quốc dân Đại hội bấy giờ.

### Champaran và Kheda

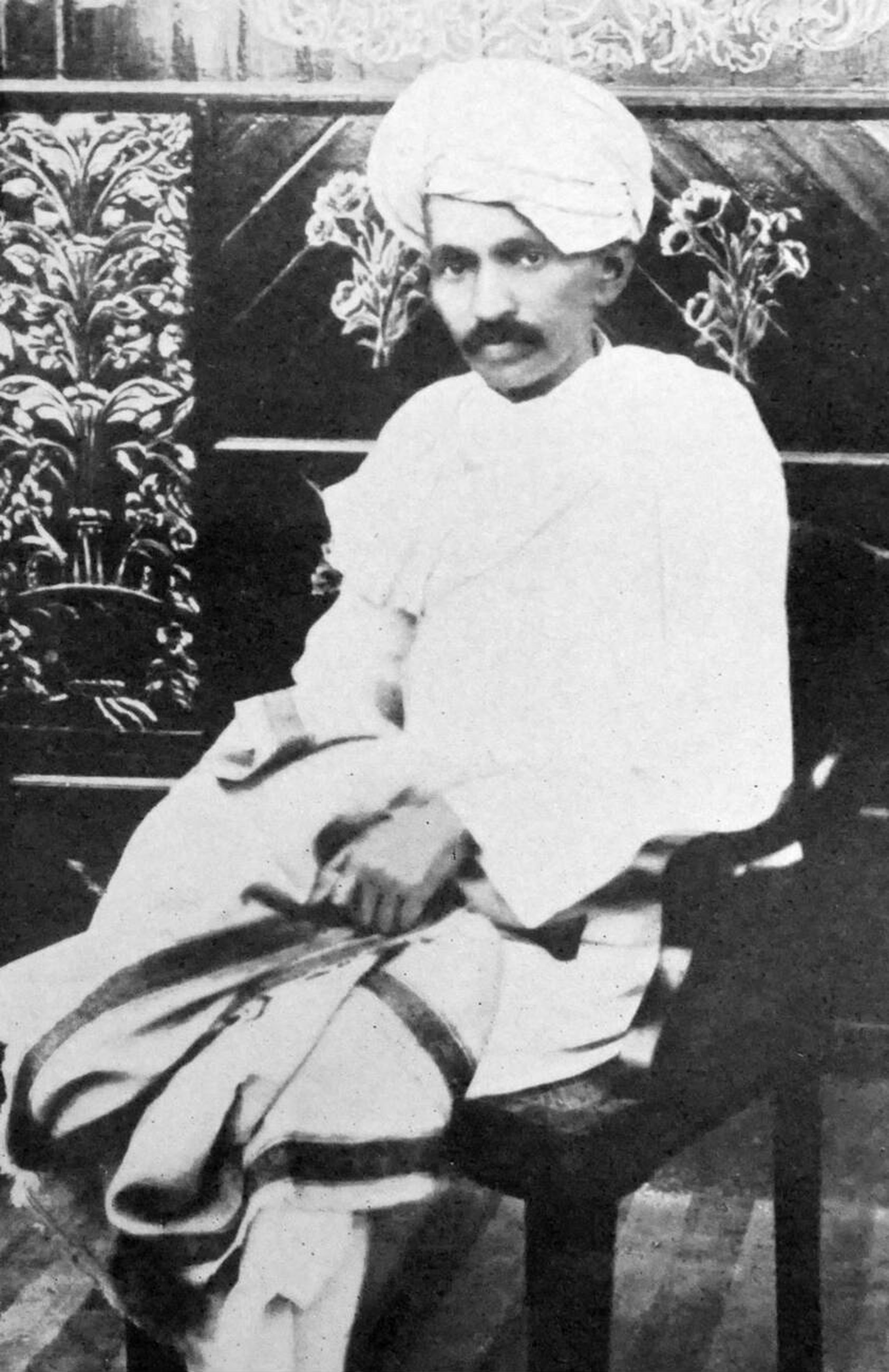
Gandhi năm 1918

Những thành tích lớn đầu tiên của Gandhi xảy ra vào năm 1918 với cuộc kích động tại Champaran và phong trào Chấp trì chân lý tại Kheda mặc dù ông chỉ thực hiện trên mặt danh nghĩa trong trường hợp thứ hai và người chính chủ đạo là Sardar Vallabhbhai Patel, cánh tay phải của Gandhi. Tại Champaran, một khu vực nằm trong tiểu bang Bihar, ông tổ chức cuộc kháng cự cùng với hơn 10.000 nông dân không có đất, nông nô và những nông gia nghèo khổ có số lượng đất không đáng kể. Họ bị ép buộc phải trồng indigo và những nông sản bán được trên thị trường thay vì gieo trồng những loại cung cấp thực phẩm cần thiết cho sự sinh tồn của họ. Bị đàn áp bởi dân binh của điền chủ (phần lớn là người Anh), họ được trả công rất ít nên cuộc sống rất vất vả cơ hàn. Thôn làng của họ rất dơ bẩn, thiếu vệ sinh. Những vấn đề như uống rượu, kì thị dân ti tiện (untouchable) và khăn che (purdah) ngày càng lan tràn. Giờ đây, ngay trước một cuộc chống đói kinh hoàng, thực dân Anh lại đưa ra một loại thuế tàn ác, cứ y vào sự gia tăng theo chu kì mà thu thuế. Tình thế rất tuyệt vọng và tại Kheda, bang Gujarat thì sự việc nhìn chung cũng không khác.
Gandhi lập một Già-lam tại đó, tổ chức một nhóm người bao gồm người giúp cố cựu và người mới từ địa phương. Ông tổ chức một công trình nghiên cứu để có được một tổng quan về các thôn làng, xem xét những sự tàn bạo và những tình tiết thống khổ bao gồm những trạng thái thoái hóa của cuộc sống nói chung. Lập cơ sở trên lòng tự tin của người làng, Gandhi bắt đầu chỉnh lý các thôn xóm, lập trường học và bệnh viện, khuyến khích chủ làng xoá bỏ những việc hủ nát như phân biệt tiện dân, bắt phụ nữ mang khăn che và áp chế họ.
Nhưng cuộc phát động có tổ chức đầu tiên của Gandhi xảy ra khi ông bị cảnh sát bắt giam với lý do gây bạo động và được yêu cầu rời địa phương này. Hàng trăm nghìn người biểu tình chống đối, vây quanh nhà giam, các trạm cảnh sát và quan tòa đòi trả tự do lại cho ông, một sự việc pháp tòa không muốn nhưng sau cũng phải thực hiện. Gandhi đứng đầu những cuộc biểu tình có tổ chức chống lại điền chủ, và họ, dưới sự lãnh đạo của chính quyền Anh, đã ký một hiệp định đảm bảo trả lương cao hơn và kiểm soát việc cho nông dân nghèo địa phương thuê đất, xoá bỏ việc tăng thuế cũng như việc thu thuế đến khi nạn đói chấm dứt. Chính trong thời gian kích động này, Gandhi được quần chúng tôn xưng là Bapu (người cha già dân tộc) và Mahātmā (tâm hồn vĩ đại). Tại Kheda, Patel đại diện các nông gia trong những cuộc thương lượng với chính quyền Anh với kết quả là họ tạm dừng thu thuế, đảm bảo trợ cấp. Tất cả những người bị tù đều được thả ra. Danh tiếng Gandhi từ đây như một ngọn lửa lan truyền khắp nước và ông đã trở thành năng lực ảnh hưởng nhất định trong phong trào chủ nghĩa dân tộc Ấn Độ.

#### Phát động phong trào bất bạo động

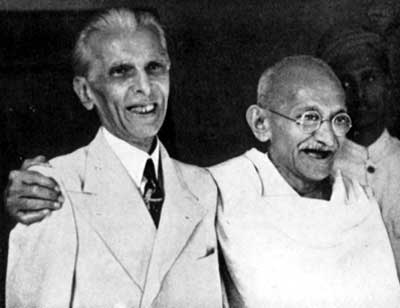
Mahatma Gandhi (phải) đang đứng cạnh Muhammad Ali Jinnah (trái).

Dự thảo pháp luật Rowlatt được duyệt năm 1919, cho phép chính phủ bắt giam những người bị vu khống gây loạn mà không cần đưa ra tòa duyệt. Gandhi và đảng Quốc dân Đại hội tổ chức những cuộc biểu tình lớn phản đối và đình công, và tất cả những cuộc phản đối này đều được tổ chức rất hòa bình trên khắp nước. Tất cả những thành phố và thị xã lớn đều đóng cửa; các hoạt động cơ quan chính phủ đều phải được quân đội đảm nhiệm. Hàng nghìn người bị bắt giam, lệnh giới nghiêm được áp dụng ở nhiều vùng của Ấn Độ. Tại Punjab, cuộc đại tàn sát ở Amritsar với 379 người dân bị giết bởi quân đội Anh và Ấn Độ đã gây chấn thương nặng nề cho đất nước, gia tăng phẫn oán nơi quần chúng cũng như những hành vi bạo lực.
Gandhi phê bình cả hai, hành vi của người Anh và bạo lực phục thù của người Ấn. Ông viết một bài phân ưu cùng với những nạn nhân Anh và lên án những cuộc bạo động. Bài này ban đầu bị phản đối trong đảng, nhưng được chấp thuận sau một bài thuyết giảng của Gandhi mà trong đó, ông đề cao nguyên tắc là tất cả những hành vi bạo lực đều có hại, không thể được biện minh. Người Ấn không mang tội vì sự kì thị của người Anh, và không nên trừng phạt công dân Anh vô tội.
Nhưng sau cuộc tàn sát lớn và bạo lực này, Gandhi nhận thức được là không chỉ người Ấn chưa được chuẩn bị cho việc kháng cự số đông, mà sự cai trị của người Anh đích thật tàn ác và nó có bản chất là đàn áp. Gandhi giờ đây chú tâm đến việc giành quyền tự trị và quyền quản lý tất cả những cơ quan chính quyền Ấn Độ, vươn đến trạng thái tự chủ (svarāj), nghĩa là sự tự chủ toàn vẹn về mặt cá nhân, tâm linh và chính trị.
Tháng 4 năm 1920, Gandhi được bầu làm chủ tịch hội Liên hiệp Tự trị Toàn Ấn Độ (All India Home Rule League). Ông được trao uy quyền chấp hành trong đảng Quốc dân Đại hội tháng 12 năm 1921. Dưới sự lãnh đạo của Gandhi, Quốc dân Đại hội được tổ chức lại với một hiến pháp mới có mục đích là tự chủ. Ai cũng có thể trở thành đảng viên sau khi đóng một lệ phí trên danh nghĩa. Một tổ chức có giai cấp của các uỷ ban được thành lập nhằm cải thiện kỉ luật và kiểm soát những phong trào từ trước đến giờ không có định hình và khuếch tán, chuyển biến đảng từ một tổ chức tinh duệ số ít thành một đảng lớn với sức lôi cuốn toàn quốc. Gandhi mở rộng mặt trận bất bạo lực, bao gồm chính sách "bản quốc" (svadeshi) - nghĩa là tẩy chay những sản phẩm ngoại lai, đặc biệt là những sản phẩm Anh. Liên hệ với chính sách này là sự ủng hộ việc mang y phục tự dệt ở nhà, được gọi là khadi, của ông, khuyên tất cả các người Ấn ăn mặc như vậy thay vì dùng đồ vải của người Anh. Gandhi khuyến cáo toàn dân, nam cũng như nữ, mỗi ngày dành chút thời gian để dệt vải ủng hộ phong trào đấu tranh giành độc lập. Đây là chiến thuật nhằm khắc sâu kỉ luật và sự cống hiến để loại trừ những người không có thiện ý và những người hoài bão, và bao gồm phụ nữ vào phong trào ở một thời điểm mà nhiều người cho rằng, những việc làm như vậy không đáng trọng cho phụ nữ.
Thêm vào việc tẩy chay các sản phẩm Anh, Gandhi cũng khuyến khích dân chúng tẩy chay các cơ quan giáo dục và pháp tòa Anh, từ chức không làm cho chính quyền, từ chối không đóng thuế và huỷ bỏ những danh hiệu, huy chương Anh. Chương trình mới này đã đạt được sức lôi cuốn và thành công rộng lớn, gia lực cho người Ấn chưa từng có từ xưa nay. Nhưng khi phong trào vừa đạt đỉnh điểm thì đã chấm dứt một cách đột ngột vì một cuộc xung đột bạo lực tại thị xã Chauri Chaura, bang Uttar Pradesh vào tháng 2 năm 1922. Lo ngại phong trào sẽ quay về phương tiện bạo lực và tin chắc rằng sự việc này có thể lật đổ tất cả những công trình của mình, Gandhi liền huỷ bỏ chiến dịch bất phục tòng. Giờ đây, như một người đã phô bày nhược điểm của mình, Gandhi bị bắt bỏ tù ngày 10 tháng 3 năm 1922, bị đưa ra tòa vì lý do gây loạn và kết án sáu năm tù. Đây không phải lần đầu Gandhi vị bỏ tù nhưng là lần bị giam cầm lâu nhất. Bắt đầu từ ngày 18 tháng 3 năm 1922, ông ngồi tù khoảng hai năm và được thả tháng 2 năm 1924 sau một ca mổ viêm ruột thừa.
Không có nhân cách hùng mạnh của Gandhi để kiềm chế các người đồng sự, đảng Quốc dân Đại hội bắt đầu tan vỡ, phân thành hai phái trong thời gian ông ngồi tù. Một phái được dẫn đầu bởi Chitta Ranjan Das và Motilal Nehru, ủng hộ việc đảng tham dự cơ quan lập pháp. Phái thứ hai được dẫn đầu mởi Chakravarti Rajagopalachari và Sardar Vallabhbhai Patel, phản đối việc này. Thêm vào đó là việc hợp tác giữa tín đồ Ấn Độ giáo và Hồi giáo mạnh mẽ trong những chiến dịch bất bạo động giờ đây sa sút. Gandhi tìm cách bắc cầu nối những điểm sai biệt này bằng nhiều phương tiện, bao gồm một cuộc tuyệt thực ba tuần mùa thu năm 1924, nhưng chỉ với kết quả hạn chế.

### Những năm 1930: Hội đồng Simon, Chấp trì chân lý muối

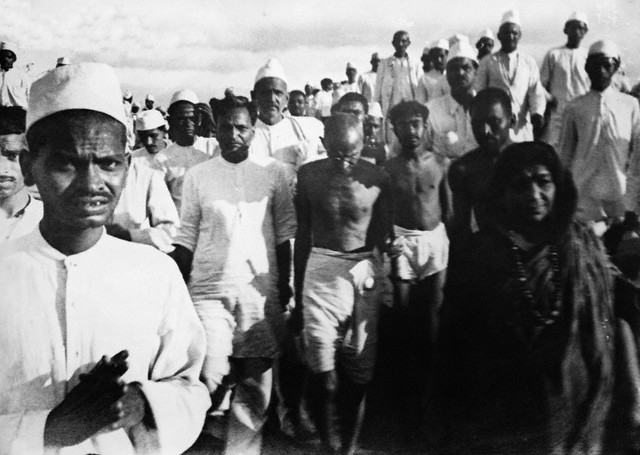
Gandhi trong cuộc hành trình Chấp trì chân lý Muối năm 1930

Trong hầu hết những năm thuộc thập niên 1920-30, Gandhi đứng bên ngoài ánh đèn công chúng. Ông chú trọng đến việc giải quyết cái nêm giữa đảng Swaraj và Quốc dân Đại hội, và khai mở các phương pháp chống kì thị dân vô giai cấp, uống rượu, thiếu học và nghèo đói. Ông trở về địa vị hàng đầu vào năm 1928. Một năm trước đó, chính quyền Anh đề cử một hội đồng cải cách hiến pháp dưới sự lãnh đạo của Sir John Simon mà không có tên một người Ấn nào trong hội đồng. Kết quả của việc này là sự tẩy chay hội đồng của các đảng Ấn Độ. Gandhi thúc đẩy một nghị quyết thông qua Quốc dân Đại hội Calcutta vào tháng 12 năm 1928, kêu gọi chính quyền Anh đảm bảo địa vị chủ quyền (dominion status) trong vòng một năm hoặc là sẽ đối đầu một chiến dịch bất bạo lực mới với mục đích giành độc lập hoàn toàn cho đất nước.
Ngày 26 tháng 1 năm 1930 được Quốc dân Đại hội Ấn Độ - lúc đó đang hội họp tại Lahore - đề cao là ngày kỉ niệm độc lập Ấn Độ. Nó được tưởng niệm bởi hầu hết tất cả những tổ chức chính trị Ấn Độ khác, những tổ chức nỗ lực giành độc lập đất nước hoặc tiến đến việc trao quyền xã hội chính trị cho những cộng đồng khác nhau.
Như đã tuyên bố trước đây, vào tháng 3 năm 1930, ông phát động một chiến dịch Chấp trì chân lý phản đối thuế muối, được nhấn mạnh bởi cuộc Hành trình muối (Salt March) đến Dandi nổi tiếng kéo dài từ 21 tháng 3 đến 6 tháng 4 năm 1930. Ông đi bộ 400 km từ Ahmedabad đến Dandi để lấy muối cho riêng mình. Hàng nghìn dân chúng Ấn Độ tham gia cuộc hành trình đến bờ biển này. Hành trình muối này là một trong những chiến dịch thành công nhất của ông với kết quả là hơn 60.000 người bị bắt giam. Chính quyền, được đại diện qua Lord Irwin, quyết định thương lượng với Gandhi.
Hiệp ước Gandhi-Irwin được đóng dấu tháng 3 năm 1931. Trong đó, chính quyền Anh đồng ý thả tất cả những tù nhân chính trị để bù cho việc đình chỉ cuộc vận động bất phục tòng. Thêm vào đó, Gandhi được mời sang Anh tham dự hội nghị bàn tròn (Round Table Conference) tại Luân Đôn với tư cách người đại diện duy nhất của Quốc dân Đại hội Ấn Độ. Hội nghị này là một thất vọng cho Gandhi cũng như những người theo chủ nghĩa dân tộc bởi vì nó chỉ lưu ý đến những tiểu vương cũng như những nhóm thiểu số Ấn Độ hơn là một sự phó truyền quyền lực (transfer of power). Ngoài ra, người thừa kế Lord Irwin là Lord Willingdon đã bắt đầu một chiến dịch mới để đàn áp những đại biểu chủ nghĩa dân tộc.
Một lần nữa, Gandhi bị bắt giam, và chính quyền tìm cách đập tan ảnh hưởng của ông bằng cách cách li hoàn toàn ông và các người đi theo ủng hộ. Chiến lược này không hiệu quả. Năm 1932, qua chiến dịch của B. R. Ambedkar - lãnh tụ của những người Dalit - chính quyền đảm bảo cho dân ti tiện Dalit những khu bầu cử riêng trong hiến pháp mới. Để phản đối việc này, Gandhi bắt đầu một cuộc tuyệt thực 6 ngày vào tháng 9 năm 1932, thành công trong việc buộc chính quyền tiếp nhận một hệ thống công bằng hơn qua sự thương lượng qua trung gian là ông Palwankar Baloo, vốn là một người Dalit chơi ngoạn bản cầu (cricketer), sau trở thành nhà chính trị. Đây cũng là khởi điểm của một chiến dịch mới của Gandhi với mục đích cải thiện cuộc sống của dân ti tiện, những người được ông gọi là Harijan, "con của trời Hari". Ngày 8 tháng 5 năm 1933, Gandhi bắt đầu một cuộc tuyệt thực 21 ngày để phản đối sự đàn áp của người Anh tại Ấn Độ. Mùa hè năm 1934, ông ba lần bị mưu hại không thành công.
Khi đảng Quốc dân Đại hội Ấn Độ tranh luận về tuyển cử và chấp nhận quyền chính trị dưới kế hoạch liên bang, Gandhi quyết định rời đảng. Ông hoàn toàn không chống đối phương án này của đảng nhưng cảm thấy rằng nếu ông rút lui thì hình tượng của ông đối với thường dân Ấn Độ sẽ ngưng đè nén toàn thể hội viên của đảng vốn có bản chất đa dạng: thành viên theo chủ nghĩa cộng sản, xã hội, công đoàn, sinh viên, tôn giáo bảo thủ, kinh doanh và quyền sở hữu. Gandhi cũng không muốn mình là mục tiêu của sự tuyên truyền của chính quyền Anh khi lãnh đạo một đảng đã có lần tạm thời thừa nhận sự phù hợp chính trị với chính quyền Anh.
Gandhi trở về địa vị lãnh đạo năm 1936 khi Jawaharlal Nehru nắm chức chủ tịch và Quốc dân Đại hội đang họp tại Lucknow. Mặc dù Gandhi mong muốn sự tập trung tuyệt đối vào việc giành độc lập, không chú tâm vào việc suy đoán về chính quyền Ấn Độ tương lai, nhưng ông không ngăn được việc Quốc dân Đại hội chọn chủ nghĩa xã hội là mục tiêu.
Gandhi cũng phê bình Subhas Chandra Bose và việc ông thăng tiến, nhậm chức chủ tịch vào năm 1938. Trong khi một số sử gia cho rằng đây là một cuộc tranh quyền giữa hai nhà lãnh đạo lớn thì Gandhi cơ bản phản đối việc Bose không thừa nhận nguyên tắc bất bạo lực cũng như dân quyền, hai điểm được Gandhi xem là nền tảng cho cuộc đấu tranh. Nguyện vọng phát động một cuộc khởi nghĩa khắp nơi chống chính quyền Anh của Bose không hàm dung việc chuẩn bị không dùng bạo lực của những người tham gia và trong năm đầu giữ quyền chủ tịch, Bose tập trung vào việc đưa những người thân cận lên nắm những chức quan trọng.
Bose được nhậm chức lần thứ hai mặc dù bị Gandhi chỉ trích, nhưng rời Quốc dân Đại hội khi tất cả những thành viên chức cao khác từ chức hàng loạt để phản đối việc ông từ bỏ những nguyên tắc Gandhi đã đưa vào trong những năm đầu thập niên 1920. Năm 1938-1939, tất cả những ứng cử viên của Quốc dân Đại hội từ chức khi Quốc hội phản đối sự sáp nhập Ấn Độ một mặt vào Chiến tranh thế giới thứ hai mà không tham vấn những đại biểu được bầu.
Gandhi tiếp tục cuộc đấu tranh chống sự kì thị dân Dalit, khuyến khích việc dệt tay và các ngành kĩ nghệ tại gia khác. Ông cũng cố gắng kiến lập một hệ thống giáo dục mới thích hợp cho những vùng thôn dã. Gandhi sống giản dị trong những năm này trong một thôn làng trung tâm Ấn Độ với tên Sevagram. Ngày 3 tháng 3 năm 1939, ông lại tuyệt thực một lần nữa.

### "Làm hay chết": Chiến tranh thế giới thứ hai và "Rời Ấn Độ"
Chiến tranh thế giới thứ hai bùng nổ năm 1939 khi Đức Quốc Xã xâm lấn Ba Lan. Gandhi hoàn toàn đồng cảm với nạn nhân của sự xâm chiếm này. Sau khi cân nhắc kĩ cùng những người đồng nghiệp trong Quốc hội, ông công bố rằng Ấn Độ không thể tham gia một cuộc chiến với mục đích bề ngoài là giành tự do dân chủ trong khi chính tự do dân chủ này bị phủ nhận tại Ấn Độ. Gandhi nói rằng ông sẽ hỗ trợ người Anh nếu họ cho ông thấy cách áp dụng mục đích của cuộc chiến tại Ấn Độ sau chiến tranh. Phản ứng của chính quyền Anh hoàn toàn phủ định. Họ bắt đầu tạo sự căng thẳng giữa môn đồ Ấn Độ giáo và Hồi giáo. Khi chiến tranh tiến hành, Gandhi nâng cao yêu cầu, thảo một nghị quyết kêu gọi người Anh "Rời Ấn Độ" (Quit India).
Đây là sự phản đối quyết định nhất, cực lực nhất của Gandhi và đảng Quốc dân Đại hội với mục tiêu xác nhận việc người Anh rời nước Ấn. Gandhi bị một số người trong Quốc hội và một số nhóm chính trị khác - thuộc cả hai mặt, theo Anh và chống Anh - chỉ trích. Một số người cho rằng, đối lập người Anh trong thời đoạn chiến đấu sinh tử của họ là một việc phi đạo đức trong khi một số người khác lại cho rằng Gandhi chưa thực hiện đủ yêu cầu. Nhiều đảng chính trị phản đối lời kêu gọi của Gandhi. Ngoài sức khoẻ và tuổi tác ra, đây có lẽ là bước tiến dẫn cuối cùng của Gandhi.
Nó đã dẫn khởi một cuộc vận động đấu tranh giành độc lập Ấn Độ lớn nhất cho đến bây giờ - với sự bắt giam số đông và bạo lực ở một mức độ chưa từng có. Hàng nghìn người kháng cự bị sát hại hoặc bị thương dưới nòng súng cảnh sát, và hàng trăm nghìn người đấu tranh giành độc lập bị bắt giam. Gandhi và những người hỗ trợ ông nói rõ rằng họ sẽ không giúp người Anh trong Thế Chiến nếu Ấn Độ không được đảm bảo tự do ngay lập tức. Gandhi thậm chí nói rằng không thể đình chỉ cuộc vận động trong thời điểm này ngay trong trường hợp những hành vi bạo lực cá nhân xảy ra. Ông cho rằng, tình trạng "vô chính phủ có tổ chức" xung quanh ông "nguy hiểm hơn là vô chính phủ thật sự". Ông yêu cầu tất cả những thành viên Quốc hội và dân chúng duy trì kỉ luật hòa bình và "làm hay chết" vì tự do tuyệt đối.
Gandhi và toàn bộ ban chấp hành Quốc hội bị bắt giam ngày 9 tháng 8 năm 1942 tại Mumbai bởi lực lượng quân đội nước Anh. Gandhi bị giam hai năm trong điện Aga Khan tại Pune. Tại đây, Gandhi trải qua những nỗi khổ lớn nhất của cuộc đời, đó là cái chết của vợ Kasturbai chỉ vài tháng sau khi Mahadev Desai - người thư ký được ông xem như con trai - chết vì bị nhồi máu cơ tim vào tuổi 42. Gandhi được thả trước khi chiến tranh chấm dứt vì sức khoẻ sa sút và một ca mổ cần thiết. Chính quyền Anh không muốn ông chết trong tù vì đây là một sự kiện có thể làm lòng căm phẫn của công chúng vượt khỏi tầm kiểm soát.
Mặc dù sự đàn áp tàn nhẫn này mang đến một trạng thái trật tự tương đối tại Ấn Độ cuối năm 1943, nhưng phong trào "Rời Ấn Độ" đã thành công với những mục tiêu của nó. Khi chiến tranh chấm dứt, người Anh đã đưa ra những dấu hiệu rõ ràng là quyền cai trị sẽ được chuyển đến tay Ấn Độ. Gandhi đình chỉ cuộc đấu tranh, những người lãnh đạo Quốc hội và khoảng 100.000 người tù chính trị được thả. Sau 90 năm phấn đấu, tự do giờ đây nằm trong tầm tay Ấn Độ.

### Tự do và sự phân chia Ấn Độ

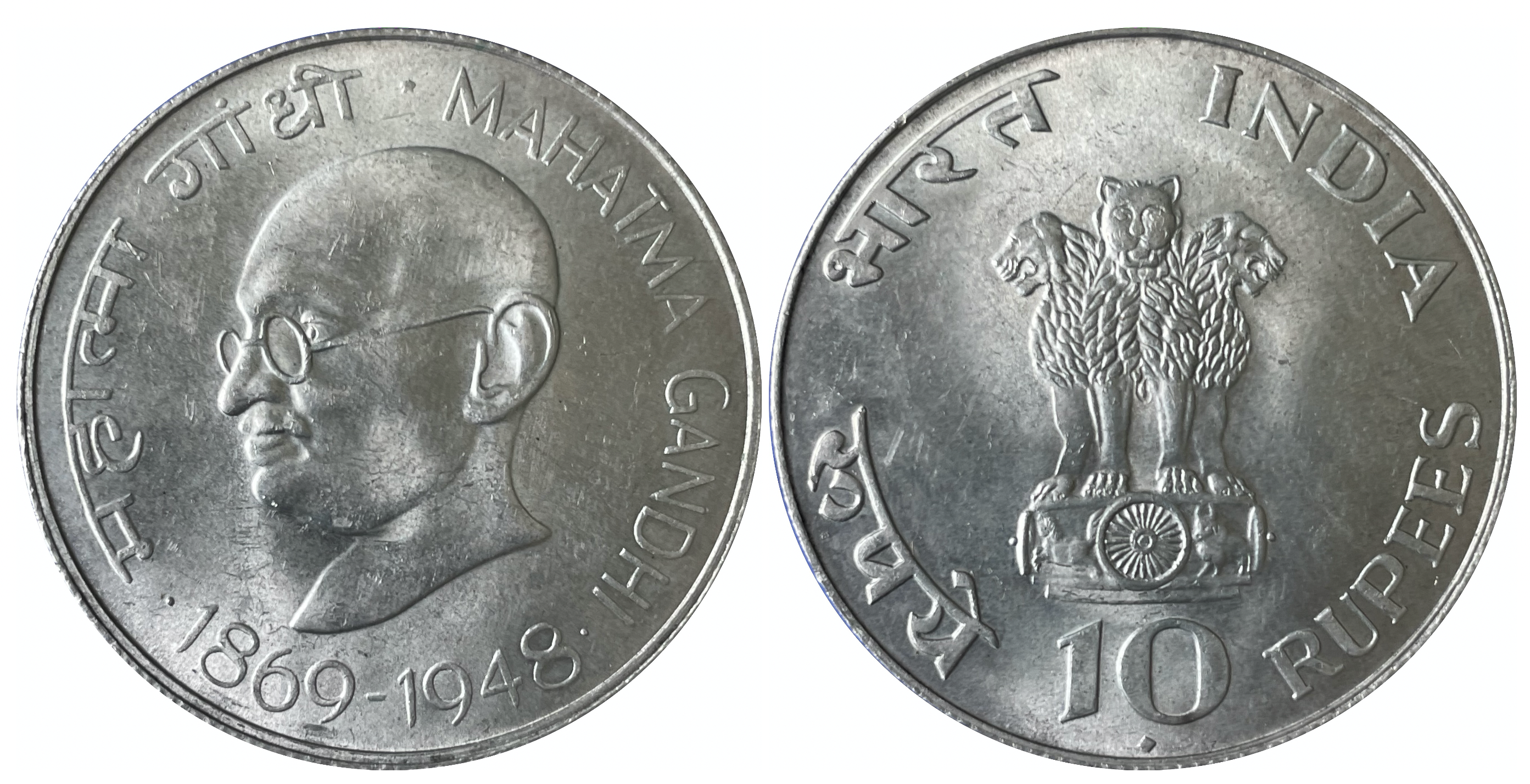
Xu bạc: 10 rupees với mặt trước là chân dung của Mahatma Gandhi, đúc năm 1969

Gandhi khuyên Quốc hội từ khước những đề nghị trong kế hoạch của phái đoàn chính phủ Anh năm 1946 vì ông rất nghi ngờ việc chia quyền với Liên minh Hồi giáo (Muslim League) cũng như sự phân chia và hạ giảm chính quyền trung ương có thể xảy ra. Gandhi cảnh cáo sự tập hợp được đề nghị dành cho những liên bang có số đông người Hồi. Tuy nhiên, đây là một trong những lần ít ỏi mà Quốc hội không nghe lời Gandhi (nhưng không đặt câu hỏi về quyền lãnh đạo) vì những người cầm đầu không những muốn lập chính quyền nhanh như có thể khi người Anh trao quyền lại, mà còn muốn ngăn cản Mohammed Ali Jinnah và Liên minh Hồi giáo đạt vị trí ngang hàng với đảng Quốc dân Đại hội, vốn có bản chất dân tộc và hiện thế hơn.
Trong thời gian 1946-1947, hơn 5000 dân bị sát hại. Liên minh được ủng hộ mạnh ở những bang có nhiều người theo Hồi giáo như Punjab, Bengal, Sindh, NWFP (North-West Frontier Province, Pakistan) và Baluchistan. Kế hoạch phân chia được ban lãnh đạo Quốc hội thừa nhận là phương pháp duy nhất để ngăn cản một cuộc nội chiến lớn giữa môn đồ Ấn Độ giáo và Hồi giáo.
Những nhà lãnh đạo cố cựu của Quốc hội biết rõ Gandhi sẽ phản đối cực lực sự phân chia, nhưng họ cũng thừa biết là Quốc hội không tiến bước nếu không có sự thoả thuận của ông vì sự hỗ trợ trong đảng và toàn quốc dành cho Gandhi rất sâu rộng. Những người bạn đồng nghiệp thân cận nhất của ông đã chấp nhận việc phân chia như phương án giải đáp tốt nhất, và Sardar Patel cố gắng thuyết phục Gandhi đây là con đường duy nhất để tránh cuộc nội chiến. Gandhi cuối cùng xuôi lòng, tán đồng bước thực hiện này.
Gandhi có ảnh hưởng lớn trong các cộng đồng Ấn Độ giáo và Hồi giáo tại Ấn Độ. Tương truyền chỉ sự hiện diện của ông thôi cũng đủ chấm dứt các cuộc bạo động. Ông phản đối kịch liệt tất cả những kế hoạch phân chia Ấn Độ thành hai quốc gia độc lập. Liên minh Hồi giáo luận cứ rằng thiểu số người Hồi giáo sẽ bị bức áp một cách có hệ thống bởi phần lớn môn đồ Ấn Độ giáo trong một quốc gia Ấn Độ thống nhất, và một quốc gia riêng cho người theo Hồi giáo là một giải pháp hợp lý. Tuy nhiên, nhiều người Hồi giáo ở trung tâm Ấn Độ - vốn chung sống với người Ấn giáo, đạo Sikhs, Phật giáo, Kì-na giáo, đạo Parsi, Kitô giáo và đạo Do Thái - lại muốn một quốc gia Ấn Độ thống nhất. Nhưng Jinnah ra lệnh hỗ trợ rộng rãi các vùng Tây Punjab, Sindh, NWFP và Đông Bengal, tất cả những vùng đã hợp thành dạng Pakistan và Bangladesh ngày nay. Xứ sở mới của người theo Hồi giáo được kiến lập từ các vùng Đông và Tây Ấn Độ. Ban đầu nó được gọi là Tây và Đông Pakistan, và giờ đây tương ưng với Pakistan và Bangladesh. Ngày trao quyền chính trị, Gandhi không ăn mừng độc lập cùng với công chúng Ấn Độ mà chỉ đơn độc tại Kolkata, đau buồn về sự phân chia và tiếp tục công việc nhằm chấm dứt bạo lực.

## Đời sống cá nhân trong thời kì đấu tranh

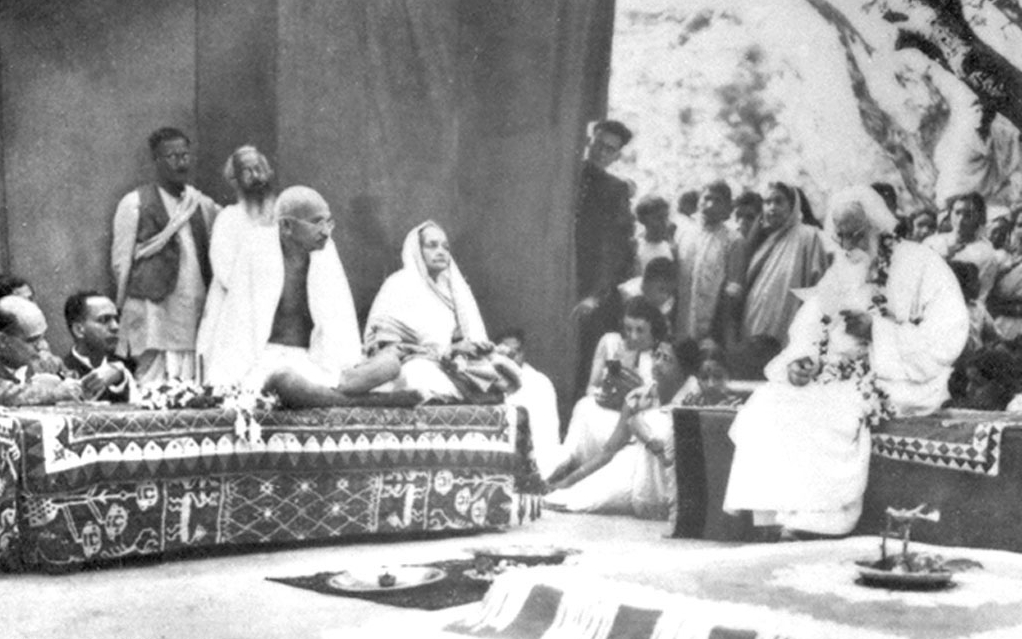
Gandhi cùng vợ tới thăm Rabindranath Tagore tại Shantiniketan năm 1940.

Gandhi và vợ Kasturba đi khắp nước và lưu trú ở những Già-lam ở Gujarat và Maharashtra hoặc tại nhà những người bạn và những người hâm mộ. Những lần đến Delhi, họ ngụ tại tòa nhà Birla (Birla House) được cấp bởi người bạn thân là Ghanshyamdas Birla. Một thời Gandhi trú tại chung cư Bhangi (Bhangi Colony), trung tâm của sự việc chống kì thị giai cấp của ông.
Gandhi là một người say mê viết thư, luôn thử nghiệm các cách điều chế ăn uống, trau dồi nhận thức tôn giáo và triết học, nhưng chủ yếu là tư duy về các sự kiện chính trị. Ông cũng đã chỉ đạo những công việc trong một Già-lam và chỉ dẫn các môn đệ trong những vấn đề cá nhân.

## Bị ám sát
Ngày 30 tháng 1 năm 1948, trên đường đến một nơi thờ tụng, Gandhi bị bắn chết bởi Nathuram Godse tại tòa nhà Birla ở New Delhi. Godse là một môn đồ Ấn giáo cực đoan được người đương thời cho là có mối quan hệ với cánh cực hữu của các tổ chức Ấn Độ giáo như Hindu Mahasabha. Tổ chức này cho Gandhi là người chịu trách nhiệm cho việc chính quyền suy nhược vì đã khăng khăng bắt buộc nộp một khoản tiền cho Pakistan. Godse và người cùng âm mưu là Narayan Apte sau bị đưa ra tòa kết án, và bị xử tử ngày 15 tháng 11 năm 1949. Vinayak Damodar Savarkar, chủ tịch của Hindu Mahasabha, một nhà cách mạng và môn đồ Ấn giáo cực đoan bị tố cáo là người nắm đầu dây của mưu đồ này, nhưng sau được giải tội vì thiếu bằng chứng.
Tương truyền câu nói trước khi chết của Gandhi là "Ô kìa Rama!" (Hey Rama!) và nó được xem là câu tôn kính hướng đến thần Rama, là một dấu hiệu gợi cảm tâm linh Gandhi cũng như lý tưởng đạt sự thống nhất với hòa bình vĩnh hằng của ông. Câu này được khắc vào đài tưởng niệm của ông tại New Delhi. Có người nghi vấn về tính có thật của câu này nhưng một số người đã chứng kiến và xác nhận ông đã nói như thế. Một vài nguồn ghi lại những lời cuối của ông là "He Ram, He Ram" hoặc "Rama, Rama", và nó cũng tường thuật rằng ông lăn xuống đất, chắp hai tay trước ngực ở tư thế chào.

## Nguyên tắc: Chấp trì chân lý
Như đã nói trong phần dẫn nhập, nguyên tắc chính của Gandhi là Satyāgraha, "Chấp trì chân lý" và người thực hiện việc này được gọi là một Satyāgrahī. Trong nhiều bài viết, Gandhi định nghĩa Chấp trì chân lý như sau (Collected Works of Mahatma Gandhi [CWMG], Vol. 16, p. 9-10):
Chấp trì chân lý là gì? Chấp trì chân lý không phải là năng lực thể chất. Người chấp trì chân lý không tổn thương đối thủ; ông ta không tìm cách huỷ diệt người ấy. Một người chấp trì chân lý không bao giờ dùng súng. Không có lòng sân ác hoặc bất cứ tâm bất thiện nào khác khi ứng dụng chấp trì chân lý.
Chấp trì chân lý là một năng lực tâm linh thanh tịnh. Chân lý chính là thể chất của linh hồn. Đây là nguyên do vì sao năng lực này được gọi là chấp trì chân lý. Linh hồn bao gồm trí huệ. Ngọn lửa của lòng từ bi bùng cháy trong nó. Nếu một ai đó tổn thương ta vì vô minh thì ta thắng họ bằng tình thương. Bất hại là pháp tối cao (sa. ahiṃsā paramo dharmaḥ). Nó chính là sự chứng minh của năng lực tình thương. Bất hại là trạng thái ngủ. Khi tỉnh thức thì nó là tình thương. Được chỉ đạo bởi tình thương, thế giới tiến bước...
Theo Gandhi thì nguyên tắc Chấp trì chân lý nên đi xa hơn, ảnh hưởng nhiều hơn những dạng kháng cự xưa nay như Kháng cự thụ động, bất phục tòng của công chúng và bất hợp tác. Chấp trì chân lý bao gồm cả ba dạng này, nhưng lại tiến xa hơn (Harijan, 21.07.1940):
Theo nghĩa thường gặp thì chấp trì chân lý có nghĩa là thế lực của chân lý (truth force).... Bạo lực là sự phủ nhận năng lực tâm linh to lớn này, một năng lực chỉ có thể được sử dụng hoặc phát triển bởi những người hoàn toàn lìa xa bạo lực. Nó là một năng lực có thể được áp dụng bởi cá nhân hoặc cộng đồng, và nó cũng có thể được ứng dụng trong lãnh vực chính trị hoặc tại gia.... Tính năng có thể được áp dụng mọi nơi của nó chính là sự biểu hiện của tính trường tồn cũng như vô địch của nó. Nó có thể được áp dụng bởi đàn ông, đàn bà và trẻ em.... Những người tự thấy mình yếu hèn không thể dùng năng lực này được. Chỉ những người nhận thức được một cái gì đó của con người siêu việt bản năng thô bạo trong mình và năng lực thứ hai này luôn quy hướng về nó thì những người này mới có thể là những người kháng cự thụ động hữu hiệu.
Lúc đầu, Gandhi xem Chấp trì chân lý như là kháng cự thụ động, nhưng sau ông từ khước cách dùng này, bởi vì đối với ông, "thụ động" chỉ đến một trạng thái thừa nhận định mệnh, một cách thầm nhận những gì bất công và như vậy, nó hạ thấp năng lực nằm trong từ "kháng cự". Theo Gandhi, kháng cự đòi hỏi một tư thái anh hùng và năng nỗ hơn là trạng thái thụ động hoặc khoan nhượng.
Câu hỏi được đặt ra ở đây là đặc điểm nào đưa Chấp trì chân lý lên cao hơn ba dạng kia? Ba thành phần chính của nguyên tắc Chấp trì chân lý sẽ làm sáng tỏ sự việc, đó là Chân lý (sa. satya), Bất hại (sa. ahiṃsā) và Khổ hạnh (sa. tapas)

### Chân lý

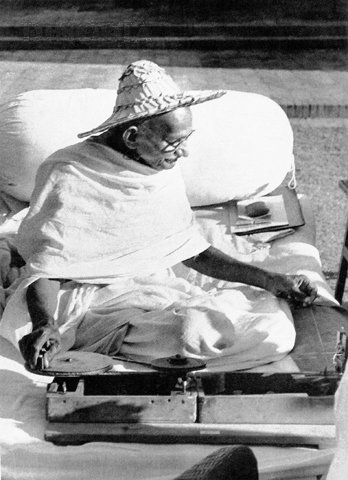
Gandhi tại New Delhi năm 1946

Gandhi phân biệt hai loại chân lý, chân lý tương đối và chân lý tuyệt đối. Trong trường hợp Chấp trì chân lý thì chân lý tương đối đóng vai trò chính. Trong phần dẫn nhập của Tự truyện, Gandhi ghi như sau:
Nhưng đối với tôi, chân lý là một nguyên tắc căn bản bao gồm nhiều nguyên tắc khác. Chân lý này không chỉ là sự chân thật trong lời nói, mà cũng là sự chân thật trong tư duy, và cũng không chỉ là chân lý tương đối của khái niệm của chúng ta, mà là chân lý tuyệt đối, chân lý vĩnh hằng, và đó là Thượng đế. Có rất nhiều cách định nghĩa Thượng đế bởi vì Ngài có rất nhiều cách thể hiện. Chúng chinh phục tôi với sự kinh ngạc và kính trọng và tôi tê liệt trong một khoảnh khắc. Nhưng tôi chỉ tôn kính Thượng đế như chân lý. Tôi chưa tìm thấy Ngài, nhưng tôi tìm Ngài. Tôi sẵn sàng cống hiến những gì quý báu nhất của tôi để đi tìm. Ngay cả trường hợp sự cống hiến này đòi hỏi ngay sinh mệnh của tôi thì tôi hi vọng là sẽ sẵn lòng hiến dâng nó. Nhưng khi nào tôi chưa trực chứng chân lý tuyệt đối thì cho đến khi ấy, tôi phải nắm giữ chân lý tương đối như tôi hiểu nó. Trong thời gian này thì chân lý tương đối phải là ngọn đèn, tấm mộc và vật che chở của tôi.
Trong nguyên tắc Chấp trì chân lý, chân lý tương đối - mang khái niệm thực dụng để tìm chân lý - quan trọng hơn các khái niệm về Thượng đế, Brahman hoặc chân lý tuyệt đối. Trong khi khái niệm chân lý tuyệt đối của Gandhi bị ảnh hưởng về mặt siêu hình thì mặt khác, khái niệm chân lý tương đối, như cơ sở của chấp trì chân lý, lại rất khoa học và chính xác. Chỉ qua sự áp dụng và thực nghiệm ta mới biết được lập trường nào đứng gần chân lý tuyệt đối hơn.
Nhưng, để không bị tấm màn vô minh và huyễn giác mê hoặc, người ta phải giữ những giới luật nhất định. Chúng được hàm dung trong hai thành phần khác của Chấp trì chân lý, là Bất hại và Khổ hạnh.

### Bất hại
Bất hại cũng được hiểu là Bất bạo động. Theo Gandhi, chỉ một con đường dẫn đến chân lý, và con đường này mang tên Bất hại. Theo ông, chỉ nguyên tắc bất hại mới hòa hợp với quy luật vũ trụ là Dharma. Nguyên tắc bất hại toàn hảo đòi hỏi một niềm tin vào tính nhất thể của sự sống.
Theo nguyên tắc Chấp trì chân lý, sinh mệnh của toàn thể được đặt cao hơn sinh mệnh của cá nhân và như vậy, nó đòi hỏi một tấm lòng vị tha và vô uý. Để đạt được đẳng cấp này, người ta phải tu luyện thân tâm, cụ thể là thực hiện các phép tu khổ hạnh.

### Khổ hạnh
Tapas - được dịch là Khổ hạnh ở đây - có nguyên nghĩa theo Ấn Độ giáo là "sự nóng", một "ngọn lửa" có thể đốt cháy các nghiệp trước đây. Thuật ngữ này sau được dùng để chỉ sự hành hạ thể xác, tuyệt dục, lãnh đạm đối với các cảm nhận khổ lạc,... Tuy nhiên, dạng Khổ hạnh Gandhi đề cao không phải là dạng ẩn lánh vào rừng mà là dạng hết lòng phục vụ những người xung quanh, trong xã hội (CWMG, Vol. 73, S. 43-44).
Đây là một thử nghiệm mới. Bất bạo lực chưa được áp dụng trong chính trị. Bất bạo lực cũng đã được áp dụng thời xưa. Nhưng nó lúc nào cũng là việc làm của một cá nhân. Những người như thế sau này ẩn tránh trong núi hoặc sống đơn độc trong các thôn làng. Họ không lưu tâm đến hạnh phúc chung. Tôi đã bắt đầu một phong trào mới. Bất bạo lực, nếu chỉ giới hạn ở một cá nhân thôi thì chẳng phải là pháp tối cao. Tôi không kính phục một người thực hiện bất bạo lực trong một hang động. Bất bạo lực như vậy chẳng có sở dụng gì cho tôi. Tôi tin vào một dạng bất bạo lực có thể được thực hiện trong thế gian với những hiện thực rõ ràng. Tôi chẳng lưu tâm đến sự giải thoát của một người thực hiện bất bạo lực sau khi từ khước thế gian. Tôi chẳng để ý đến một sự giải thoát cá nhân loại trừ những người khác ra. Người ta có thể đạt giải thoát qua việc phục vụ người khác. Đây chính là lý do tôi đến đây để thuyết giảng sự việc cho quý vị.
Năng lực của một tâm thức chấp nhận khổ đau với chủ ý có khả năng dung hòa bạo lực. Giữ chặt chân lý mình cho là đúng có thể gây khổ đau nhiều dạng, ví như mất mát của cải, mang thương tích, thậm chí tử vong. Nhưng Gandhi lại đòi hỏi ở những người đi theo mình một sự kham khổ tuyệt đối vì ông quan niệm rằng, mức độ khổ đau chính là thước đo chiều sâu tình thương của người chấp trì chân lý dành cho đối thủ cũng như của tính chất nghiêm trọng của niềm tin của ông ấy (CWMG, Vol. 17, trang 374).

### Ăn chay
Mặc dù có thử ăn thịt lúc còn nhỏ nhưng Gandhi sau này trở thành một người ăn chay tuyệt đối. Ông viết sách về chủ đề này trong thời gian du học tại Luân Đôn, sau khi gặp người tranh đấu cho việc ăn chay là Henry Stephens Salt ở những cuộc hội họp của Hội người ăn chay. Nguyên tắc ăn chay có truyền thống lâu đời trong các tôn giáo Ấn Độ như Ấn Độ giáo, Kì-na giáo và Phật giáo, và trong tiểu bang của Gandhi, Gujarat, phần lớn môn đồ Ấn giáo đều ăn chay. Ông thử nhiều cách ăn và kết luận rằng, ăn chay đủ cung cấp chất dinh dưỡng tối thiểu cho thân thể. Tuy nhiên, cách ăn của ông cũng linh hoạt và ông cũng không ngần ngại khi ăn trứng như bài viết "chìa khoá sức khoẻ" (Key to Health) năm 1948 cho thấy. Ông thường nhịn ăn lâu ngày, dùng nhịn ăn như một vũ khí chính trị. Ông từ chối không ăn cho đến chết hoặc cho đến khi những yêu cầu của ông được thực hiện.

### Sống tuyệt dục
Gandhi sống tuyệt dục từ năm 36 tuổi. Quyết định này của ông bị ảnh hưởng mạnh bởi khái niệm Phạm hạnh (sa. brahmacarya) trong các tôn giáo Ấn Độ, tức là sự thanh tịnh của tâm linh và hành động, có mối liên hệ trực tiếp với việc tu khổ hạnh (sa. tapas) được nhắc bên trên. Tuy vậy, Gandhi không tin đây là một việc mỗi người nên làm. Trong Tự truyện, ông có nhắc lại cuộc phấn đấu chống lại sự thôi thúc tính dục và những cuộc ghen tuông vì bà Kasturba. Ông cho rằng, sống tuyệt dục là trách nhiệm riêng của ông để có thể phát triển lòng từ bi thay vì đam mê nhục dục.

### Im lặng
Gandhi giữ giới không nói một ngày trong tuần. Ông tin là không nói sẽ mang đến sự an tĩnh nội tâm. Giới không nói bắt nguồn từ truyền thống Ấn giáo, mouna "tịnh khẩu" và śānti "tịch tĩnh". Trong những ngày này, ông trao đổi với những người xung quanh bằng cách viết trên giấy. Từ năm 37 tuổi, hơn ba năm liền ông không đọc báo vì cho rằng, trạng thái huyên náo của sự kiện thế giới làm tâm ông hỗn loạn hơn là hỗn loạn nội tâm sẵn có.

### Y phục
Trở về Ấn Độ sau khi làm luật sư thành công tại Nam Phi, ông từ khước mặc y phục phương Tây - cách ăn mặc được ông liên tưởng đến phú quý và thành công. Ông ăn mặc để người nghèo nhất Ấn Độ cũng có thể chấp nhận. Gandhi khuyến khích việc mặc y phục tự dệt (khadi). Ông và môn đệ dệt vải từ sợi chỉ tự se và khuyến khích người khác cũng làm như thế. Mặc dù công nhân Ấn Độ thường ngồi không vì thất nghiệp, họ vẫn mua quần áo sản xuất bởi người Anh. Gandhi cho rằng, nếu người Ấn tự sản xuất vải, họ sẽ gây một chấn động kinh tế cho các tổ chức Anh tại Ấn Độ. Qua sự việc này, biểu tượng bánh xe se chỉ sau này được đưa vào lá cờ của Quốc dân Đại hội Ấn Độ.

### Tôn giáo
Mặc dù sinh ra trong một gia đình Ấn Độ giáo, Gandhi vẫn giữ thái độ phê phán phần lớn các tôn giáo, bao gồm cả Ấn Độ giáo. Trong Tự truyện, ông ghi như sau:
Như vậy, nếu tôi không thừa nhận Thiên chúa giáo là toàn hảo hoặc vĩ đại nhất thì tôi cũng chẳng tin Ấn Độ giáo được như vậy. Những nhược điểm của Ấn Độ giáo đập ngay vào mắt tôi. Nếu kì thị người ti tiện (untouchability) là một thành phần của Ấn Độ giáo thì nó là thành phần hủ nát hoặc là một cục bướu. Tôi không thể hiểu lý do tồn tại của đa số phe phái và giai cấp xã hội. Thế nào là ý nghĩa của câu nói "Phệ-đà là những lời cảm hứng của Thượng đế"? Nếu chúng được truyền cảm, thì tại sao Thánh kinh và Koran lại không? Khi các người bạn Thiên chúa giáo tìm cách thuyết phục cải đạo, các người bạn Hồi giáo cũng làm như vậy. Abdullah Sheth liên tục khuyến dụ tôi nghiên cứu Hồi giáo và dĩ nhiên là ông ta luôn có những gì để nói về cái đẹp của nó.
Và ông cũng nói thêm:
Khi mất cơ sở đạo đức, chúng ta mất lòng thành tín. Không có gì ta có thể gọi là Đạo đức siêu việt tôn giáo. Con người không thể giả dối, ác hại hoặc phóng dật rồi sau đó xác định là có Thượng đế bên cạnh.
Nhưng Gandhi phê phán tính đạo đức giả trong tôn giáo có tổ chức hơn là những nguyên tắc cơ bản của chúng. Ông nói như sau về Ấn Độ giáo:
Ấn Độ giáo, như tôi hiểu, làm tôi mãn nguyện hoàn toàn, vun đầy thể chất của tôi.... khi hoài nghi lai vãng, khi thất vọng đối diện tôi, và khi tôi không còn thấy một tia sáng nào ở chân trời, lúc đó tôi mở quyển Chí tôn ca, tìm đọc một câu an ủi; và ngay lập tức, tôi có được một nụ cười ngay trong nỗi lo bức bách. Cuộc đời tôi đầy những thảm kịch và nếu chúng không để lại hiệu quả hiển nhiên không thể tẩy đi được nơi tôi thì đó kết quả của những lời dạy trong Chí tôn ca.
Quan niệm Jihad của Hồi giáo cũng có thể được hiểu là một cuộc đấu tranh bất bạo động hoặc Chấp trì chân lý như Gandhi đã áp dụng. Ông nói như sau về Hồi giáo:
Những lời dạy của Muhammad là kho báu trí huệ, không những cho môn đồ Hồi giáo, mà cho toàn nhân loại.
Sau này, khi được hỏi có phải là môn đồ Ấn giáo hay không, ông ứng đáp:
Đúng, tôi là môn đồ Ấn giáo. Tôi cũng là một tín đồ Thiên chúa giáo, một tín đồ Hồi giáo, một Phật tử và một môn đồ Do Thái.
Gandhi tin rằng, tinh hoa của mỗi tôn giáo là chân lý và tình thương. Ông bị ảnh hưởng lớn bởi giáo lý bất kháng cự (nonresistance) và "đưa má thứ hai" ra (khi bị đánh một bên má) của Thiên chúa giáo, và ông có lần nói là nếu Thiên chúa giáo được áp dụng như trong Bài giảng trên núi thì ông là một tín đồ Thiên chúa giáo.

### Niềm tin
Mặc dù rất kính trọng nhau nhưng Gandhi và Rabindranath Tagore tranh luận dai dẳng nhiều lần và các cuộc tranh luận này là những ví dụ tiêu biểu cho những quan điểm triết học dị biệt giữa hai danh nhân Ấn Độ vĩ đại nhất thời đó. Ngày 15 tháng 1 năm 1934, một cơn động đất xảy ra tại Bihar, gây tử vong và thiệt hại lớn. Gandhi tin chắc rằng sự việc xảy ra vì tội lỗi của những môn đồ Ấn giáo thuộc giai cấp cao, vì họ không cho những kẻ ti tiện vào đền thờ. Tagore phản đối cực lực lập trường của Gandhi, cho rằng, một cơn động đất chỉ có thể xảy ra trên cơ sở năng lực thiên nhiên, không phải vì lý do đạo đức cho dù việc kì thị người vô giai cấp đáng chê trách như thế nào đi nữa.

## Tưởng niệm
Gandhi không được giải Nobel bao giờ mặc dù được đề cử năm lần từ 1937 đến 1948. Vài thập niên sau, Hội đồng giải Nobel công bố sự ân hận đã bỏ lỡ thời cơ và họ cũng thừa nhận là những ý kiến bị phân chia bởi tư tưởng dân tộc đã ngăn cản việc trao giải cho Gandhi. Khi Đạt-lại Lạt-ma thứ 14 nhận giải năm 1989, chủ tịch hội cũng đã nói là "đây cũng là một phần cống phẩm để tưởng niệm Gandhi". Viện bảo tàng điện tử của hiệp hội giải Nobel có một bài về mục này .
Tạp chí Time gọi Gandhi là người thứ hai sau Albert Einstein trong mục "Nhân vật thế kỉ" và có một bài viết với những chủ mục viết tường tận của Dalai Lama, Lech Wałęsa, Martin Luther King, Jr. và Nelson Mandela với tên "Những người con của Gandhi" (Children of Gandhi), với mục đích nhận thức ảnh hưởng của Gandhi đến những người lãnh đạo tương lai.
Chính quyền Ấn Độ trao giải Hòa bình Gandhi cho những người phục vụ xã hội, những người lãnh đạo trên thế giới và lãnh đạo công dân xuất sắc. Nelson Mandela, người dẫn đầu cuộc đấu tranh chống kì thị chủng tộc và phân li quốc gia là người ngoài Ấn Độ nổi danh được trao giải này.
Năm 1996, chính phủ Ấn Độ phát hành một loạt tiền giấy có hình Gandhi bao gồm những tờ 5, 10, 20, 50, 100, 500 và 1000 rupee.

### Hình tượng trong nghệ thuật
Cách trình bày cuộc đời Gandhi nổi tiếng nhất có lẽ là bộ phim Gandhi (1982), được đạo diễn bởi Richard Attenborough và diễn viên Ben Kingsley (chính ông là người nửa phần Gujarati) trong vai chính, đoạt giải Oscar cho phim hay nhất. Tuy nhiên, bộ phim sau này bị chỉ trích bởi các học giả hậu thực dân. Họ luận cứ là bộ phim miêu tả Gandhi như một người dùng một tay đưa Ấn Độ đến sự độc lập và bỏ qua những nhân vật quan trọng khác (của cả hai nhóm, tinh duệ và cấp dưới) trong cuộc kháng chiến chống thực dân. Bộ phim The Making of the Mahatma, với Shyam Benegal đạo diễn và Rajat Kapur trong vai chính là một phim nói về 21 năm hoạt động của Gandhi tại Nam Phi.
Philip Glass soạn ca kịch Satyagraha nói về sự nghiệp của Gandhi.
Có nhiều tượng Gandhi nổi tiếng tại Anh, đáng lưu ý nhất là tượng ở Tavistock Gardens, Luân Đôn, gần Đại học College London, nơi ông đã học luật.
Tại Hoa Kỳ, người ta có thể chiêm ngưỡng tượng Gandhi bên ngoài Ferry Building tại San Francisco, tại Hermann Park, Houston Garden Center ở Houston, tại Union Square Park ở Thành phố New York, tại Martin Luther King, Jr. National Historic Site ở Atlanta, bên ngoài Thảo cầm viên Honolulu ở Kapiolani Park, Hawaii, ở Village of Skokie (một vùng bên ngoài Chicago, Illinois), và gần tòa đại sừ Ấn Độ ở khu phố Dupont Circle của Washington, DC.
Thành phố Pietermaritzburg, Nam Phi, nơi Gandhi bị tống ra khỏi toa xe năm 1893, giờ đây có một bức tượng tưởng niệm hình tượng người đấu tranh giành độc lập Ấn Độ, được dựng lên 100 năm sau khi sự kiện xảy ra.
Cũng có những hình tượng Gandhi ở các thành phố khác như Moskva, Paris, Amsterdam, Barcelona, Lisbon, Canberra, San Fernando, Trinidad và Tobago. Chính phủ Ấn Độ tặng tượng Gandhi cho thành phố Winnipeg, tỉnh Manitoba, Canada, để tỏ lòng ủng hộ viện bảo tàng dân quyền tương lai được lập ở đây (Canadian Museum for Human Rights).
Cũng có một bức tượng bán thân to lớn của Gandhi trước thư viện của Đại học Laurentian ở Sudbury, Ontario. Tại St. Louis, một bức tượng bán thân của Gandhi đứng trước International Institute.

## Phê bình
Nhiều nhà sử học và chú giải đã phê bình Gandhi vì cái nhìn của ông về Adolf Hitler và Chủ nghĩa Đức Quốc Xã, bao gồm những lời trần thuật là người Do Thái có thể đạt được tình thương của Thượng đế nếu họ sẵn lòng đi đến cái chết như những cảm tử chết vì nghĩa.. Penn và Teller, trong một đoạn của chương trình "Bullshit!" ("Holier than Thou"), đã tấn công Gandhi một phần về tính đạo đức giả qua những lập trường tiền hậu bất nhất trí trong khi thực hiện bất bạo lực, thái độ không thích hợp về phía phụ nữ và những lời nói có bản chất kì thị chủng tộc. Gandhi nói trước công chúng tại Mumbai, 26 tháng 9 năm 1896 (Collected Works, quyển II, trang 74) về người châu Phi như sau:
Cuộc chiến của chúng ta là một cuộc đấu tranh chống sự suy đồi mà người châu Âu tìm cách áp đặt vào chúng ta. Họ muốn hạ cấp chúng ta thành một Kaffir (tên gọi hạ miệt, chỉ người Phi da đen) thô tục với việc làm là săn bắt, với hoài bão duy nhất là sưu tập một số gia súc nhất định để mua được một người vợ và sau đó sống một cuộc sống lười nhác và loã lộ.
Tagore nhận xét về ông như sau:
Ông ngừng lại ở ngưỡng cửa các căn nhà tồi tàn của hằng ngàn người cùng khốn, y phục của ông y hệt y phục của họ. Ông nói với họ bằng ngôn ngữ của họ. Đó mới thực là một chân lý sinh động chứ không phải chỉ là những lời suông trong sách vở. Vì vậy mà tiếng tôn xưng Mahatma (Thánh) mà dân Ấn tặng ông đã thành tên thực của ông. Ai là người cảm thấy như ông rằng tất cả mọi người Ấn chính là da thịt của mình, máu mủ của mình? Khi tình thương tới gõ cửa Ấn Độ thì cửa đã mở toang chờ sẵn rồi... Nghe tiếng gọi của Gandhi, Ấn Độ xông ngay tới một cảnh vinh quang cao quý mới, như hồi xưa, rất xa xăm, khi Phật Tổ tuyên bố đạo từ bi, thương yêu cả mọi sinh vật.